# Linia kolejowa nr 999
Linia kolejowa nr 999 Piła Główna  – Piła Północ – zelektryfikowana, jednotorowa linia kolejowa o długości 2,649 km. Wybudowana przed 1936 rokiem, poddana była elektryfikacji w 2005 roku. Umożliwia zjazd pociągów towarowych oraz bezkolizyjną jazdę pociągom pasażerskim ze Szczecina i Koszalina (w przypadku jednoczesnych wyjazdów/przyjazdów do Piły Głównej).

## Opis linii
- Kategoria linii: pierwszorzędna
- Liczba torów: 
  - jednotorowa
- Sposób wykorzystania: czynna, okazyjny ruch pasażerski

| odcinek linii | odcinek linii | pociągi pasażerskie | szynobusy | pociągi towarowe |
| km pocz.      | km końcowy    | pociągi pasażerskie | szynobusy | pociągi towarowe |
| ------------- | ------------- | ------------------- | --------- | ---------------- |
| 0,547         | 3,196         | 40                  | 40        | 40               |